# Turistická značená trasa 5570
 Turistická značená trasa č. 5570 měří 9,7 km a spojuje obec Žaškov a obec Komjatná v pohoří Velká Fatra na Slovensku.

## Průběh trasy
Trasa ve svém začátku prochází obcí Žaškov, na jejímž konci odbočí k jihu a vystoupá do Žaškovského sedla, odtud projde kolem dvou Závrtů pod Šípom po hřebenu do Sedla pod Šípom. Přes Hrdošnou skalu pak sestoupá do obce Komjatná.
| Km  | Místo                   | Navazující a křižující trasy | Souřadnice                       | Nadm. výška |
| --- | ----------------------- | ---------------------------- | -------------------------------- | ----------- |
| 0   | Žaškov - OcÚ            |                              | 49°10′37″ s. š., 19°12′50″ v. d. | 480 m n. m. |
| 3,3 | Žaškovské sedlo         | 8609                         | 49°9′18″ s. š., 19°12′1″ v. d.   | 790 m n. m. |
| 5,2 | Sedlo pod Ostrým        | 8612                         | 49°8′20″ s. š., 19°12′16″ v. d.  | 980 m n. m. |
| 5,8 | Hrdoš - Skríželná skala |                              | 49°8′27″ s. š., 19°12′35″ v. d.  | 954 m n. m. |
| 6,3 | Hrdoš                   |                              | 49°8′38″ s. š., 19°12′49″ v. d.  | 950 m n. m. |
| 6,8 | Hrdošná skala           |                              | 49°8′50″ s. š., 19°13′4″ v. d.   | 902 m n. m. |
| 9,7 | Komjatná                | 0801                         | 49°8′52″ s. š., 19°14′41″ v. d.  | 634 m n. m. |

## Galerie

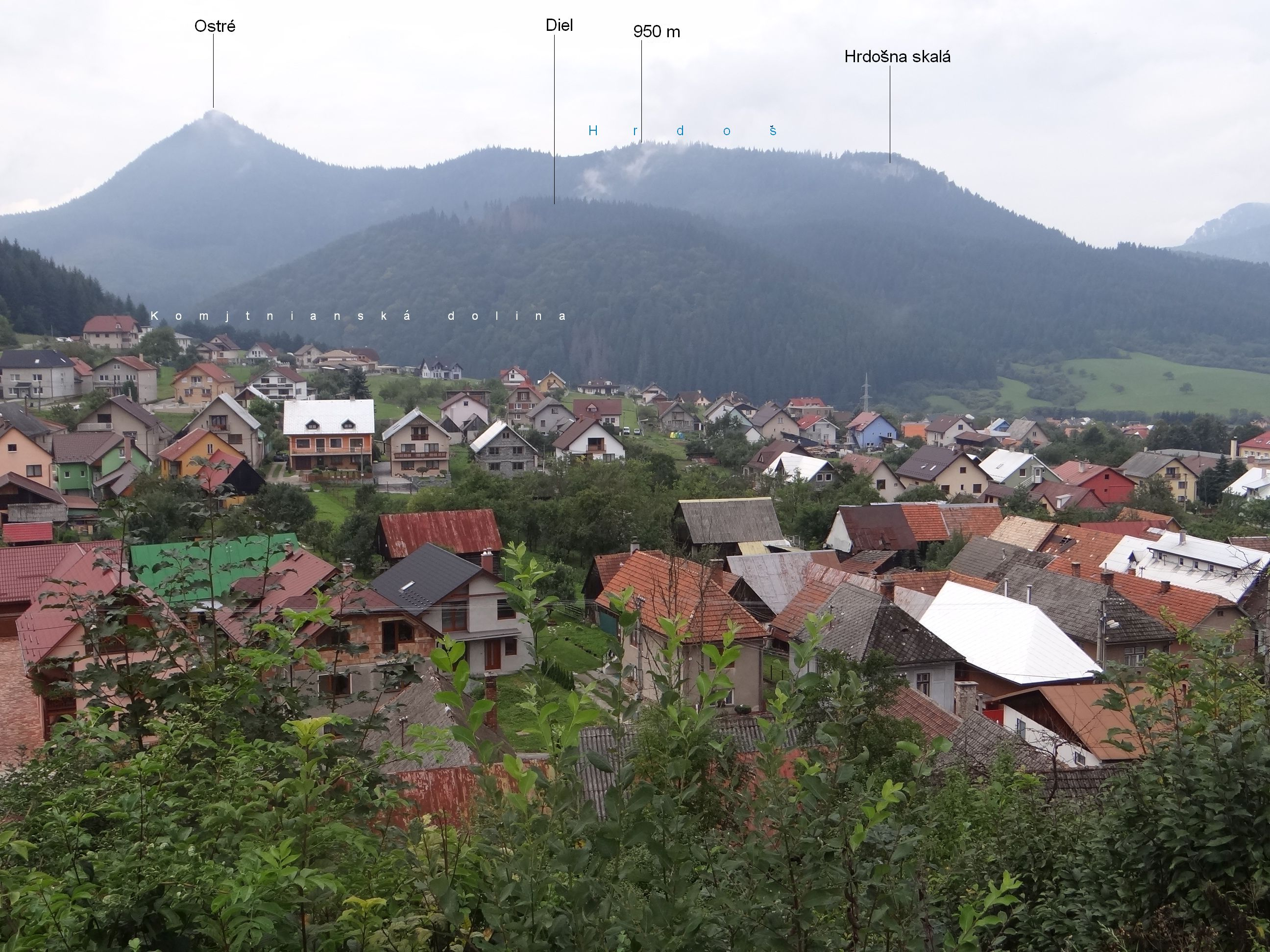
Komjatná